# Ingrid Isermann

Die Staatsbürgerin – Zeitschrift für politische Frauenbestrebungen – 1/85

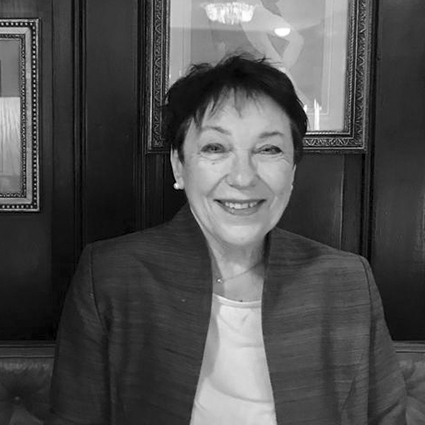
Ingrid Isermann 2020

Ingrid Isermann (* 26. Mai 1943 in Hamburg) ist eine Schweizer Autorin und Kulturjournalistin.

## Leben
Ingrid Isermann (-Möller) lebt und arbeitet seit 1964 in Zürich als Lyrikerin und Kulturjournalistin. Seit 1977 ist sie Schweizer Bürgerin. Ihre Kinder kamen 1975 und 1978 zur Welt. Sie veröffentlicht regelmässig Lyrik und Kurzprosa, u. a. in Anthologien, Zeitungen und Literaturzeitschriften.
Seit 1991 nimmt Ingrid Isermann an Kunstausstellungen mit Visueller Poesie teil. Ankäufe erfolgten u. a. von Bibliotheksuniversitäten im In- und Ausland. Sie ist in den Kunstsammlungen im Museum Haus Konstruktiv und Museum für Gestaltung, Zürich vertreten. Ingrid Isermann ist Herausgeberin der Anthologie ch.eese – eine Zeitreise durch die Schweiz. Ein Spiel mit Identitäten. 30 Swiss Stories (2000) mit verschiedenen Autoren sowie der Textsammlung mit Fotos und Gedichten Engadin – dem Himmel so nah. Auf den Spuren von Giacometti, Segantini und Nietzsche (2017). Logbuch Chaos & Kosmos, Gedichte, Visuelle Poesie, Prosa (2023). Ab 2011 Herausgeberin und Autorin des Web-Kulturmagazins Literatur & Kunst. 2012 initiierte Ingrid Isermann mit Literatur & Kunst den ersten Zürcher Lyrikpreis. Ingrid Isermann ist Initiantin des Kulturradio-Pilotversuchs Radio Zürichberg aus einem Tram-Sendestudio (1988). Als Kulturjournalistin ist sie Co-Gründerin des Medienpreises für freie Kulturschaffende in Zürich (2008/2010).
Sie ist Mitglied des AdS, Autorinnen und Autoren der Schweiz, Zürich und von impressum, Die Schweizer Journalistinnen.

## Werke
- lichtjahre. Gedichte. Illustrationen Barbara Belin. Röschnar, Klagenfurt 1992, ISBN 3-900735-79-4.
- Hrsg.: ch.eese – eine Zeitreise durch die Schweiz, 30 Swiss Stories. still life publishing, Zürich 2000/2003, ISBN 3-9522000-0-X.
- Die Anatomie der Worte, Gedichte, Kurzprosa. Mit einem Vorwort von Eugen Gomringer und Britta Schröder, mit 15 Originallithographien. Steindruckerei Thomi Wolfensberger, Zürich 2014, ISBN 978-3-85997-042-7.
- Hrsg.: Engadin – dem Himmel so nah. Auf den Spuren von Giacometti, Segantini und Nietzsche. Texte, Fotos, Gedichte. Mit Beiträgen von Stefan Zweifel, Beat Stutzer, Hans Ulrich Obrist, Daniele Muscionico, Leta Semadeni, Leo Tuor. Somedia, Glarus 2017, ISBN 978-3-906064-76-5.
- Logbuch Chaos & Kosmos, Gedichte, Visuelle Poesie, Prosa. Vorzugsausgabe mit Originallithographien Steindruckerei Thomi Wolfensberger, Zürich 2023, ISBN 978-3-85997-663-4.

### Künstlerbücher
- Schmuck, Objekte: 1946–1989. Antoinette Riklin-Schelbert. Poesie: Ingrid Isermann. 1989. Schweizerische Nationalbibliothek
- Von der Transzendenz der Dinge. d/e, Glas-Eisen-Unikate, Hergiswil, mit Roberto Lauro, 1990.
- Schmuck, Objekte: 1989–1994. Antoinette Riklin-Schelbert. Poesie: Ingrid Isermann. Text: Willy Rotzler 1994. Schweizerische Nationalbibliothek
- Rafael Pérez, Venezuela/Schweiz, Konstruktive Objekte, Gedichte. Ingrid Isermann, Dielsdorf 1995.
- Was ist Kunst. Alpha Presse Literatur Verlag, Frankfurt am Main 1996. Siebdruck auf Acryl. Ankäufe div. Bibliotheken, u. a. Universitätsbibliotheken Tübingen, Frankfurt a. M., Bern, Basel, Klagenfurt, Wien, Gesamthochschulbibliothek Kassel, Zentralbibliothek Zürich.
- Chronik in Weiss. Zur Künstlerin Thea Weltner 1917–2001. Zürich 2001. Bibliothek Kunsthaus Zürich, Nationalbibliothek Frankfurt a. M.

### Werke in Anthologien (Auswahl)
- Lesebuch schreibende Frauen. Braun-Verlag, Karlsruhe 1988.
- Eleonore Beck (Hrsg.): «Wenn die Nacht dein Gesicht berührt.» Erzählungen über Abschied, Trauer und Tod. Schwabenverlag, Ostfildern 1991, ISBN 978-3-7966-0690-8.
- Anne Birk (Hrsg.): Beifall für Lilith. Autorinnen über Gewalt. Alkyon Verlag, Weissach i. T. 1991, ISBN 3-926541-17-2.
- Sex, Drugs & Rockn’Roll. Theodor Schmid Verlag, Zürich 1999.
- Herzschrittmacherin, Zytglogge, Bern 2000.
- Ich habe es erlebt, Zeitzeugenberichte, Cornelia Goethe, Akademie Verlag, Frankfurt a. M. 2004.
- Bibliothek deutschsprachiger Gedichte. Realis-Verlag, Gräfelfing 2004; 2008, 2010, 2011, 2012, 2013, 2015, 2016, 2017, 2018, 2019, 2020, 2021.
- Poesie-Agenda. orte-Verlag, Schwellbrunn 1985, 1986, 2010, 2011, 2012, 2013, 2014, 2015, 2016, 2017, 2018, 2019, 2021, 2023.
- Erika Kronabitter, Günter Vallaster (Hrsg.): Visuelle Poesie. Literatur Vorarlberg, literarische Zeitschrift, Text als Bild Feldkirch 2015. (where is the truth; ACT NOW.)
- GANZ KONKRET. Katalog Museum Haus Konstruktiv. Hatje Cantz Verlag, Ostfildern 2011, ISBN 978-3-7757-2841-6.
- Sabine Schaschl-Cooper: Um die Ecke denken. Die Sammlung Museum Haus Konstruktiv (1986–2016) und Gastinterventionen. Katalog Museum Haus Konstruktiv. Hatje Cantz Verlag, Ostfildern 2016, ISBN 978-3-7757-4225-2.
- Nortrud Gomringer (Hrsg.): Poema. Gedichte und Essays: woher womit wozu – die Poesie der Konstellationen. Nimbus-Verlag, Wädenswil 2018, ISBN 978-3-03850-047-6.
- Eugen Gomringer (Hrsg.): konkrete poesie: deutschsprachige Autoren. Reclam-Verlag, Ditzingen 2018, ISBN 978-3-15-019554-3.

### Beiträge in Literaturzeitschriften (Auswahl)
- Spektrum, Vierteljahresschrift für Dichtung und Originalgrafik. 1984/85.
- orte. Literaturzeitschrift. 1984/85, Nr. 47.
- Entwürfe für Literatur und Gesellschaft. 2/1993.
- orte. Literaturzeitschrift, 2017, Nr. 19.
- Madame. München 2015, 09/2015 / 12/2015.

## Visuelle Poesie / Kunstausstellungen
- jurierte Kunstszene Zürich, 1991/92, Checkpoint Escher Wyss Filmfolien Weltformatplakate, atem-räume / meta-räume. Ankauf Alpha Presse Literaturverlag, Frankfurt am Main.
- jurierte Kunstausstellung Homo Helveticus, 1291–1991, 700-Jahr-Jubiläum der Schweiz. Werkkatalog. Texte u. Lesung, Piano Irène Schweizer. Küsnacht 1991.
- Einzelausstellung Galerie Werner Klein, Zürich, 1993, ?who is coming?who is going? Siebdruck-Objekte auf Acryl. Ankäufe u. a. Schweizerische Nationalbibliothek, Bern.
- Zürcher Inventar. Eine Bestandesaufnahme der Kunstszene Zürich. 1995. CD-Rom. Helmhaus Zürich.
- Kunstszene Zürich, Collagen, Gruppenausstellung Züspa-Hallen, Dezember 1996, Collagen.
- GSBK, Gesellschaft Schweiz. Bildender Künstlerinnen, Zürich, Gruppenausstellung, 1997, Rotkreuzspital; Installation Fusionen – Infusionen. Theatertext. Performance von Schauspiel-Akademie Zürich.
- Kunstsalon Bel Etage, Berlin, 1999; Transparenz. Sandgestrahlte Acryl-Objekte, Dada-Plakate, Postcards.
- Lazertis Galerie, Zürich. 2002. Tableaux, Collagen.
- Lazertis Galerie, Zürich. 2011. Postcards, Visuelle Poesie.
- Museum Haus Konstruktiv, Zürich-Selnau. 2011. GANZ KONKRET, Visuelle Poesie.
- Atelier Thomi Wolfensberger, Zürich, Ausstellung, Buchvernissage Die Anatomie der Worte. 2014.
- Museum für Gestaltung, Toni Areal, Zürich. Sammlung Grafik 2015, Lithographien ASK WHY, 2014.
- Museum Haus Konstruktiv, Zürich, Sammlung 2015, Ausstellung Um die Ecke denken 2. Juni – 4. Sep. 2016.
- Einzelausstellung Galerie Milchhütte, Zumikon Der Text als Bild auf Augenhöhe. Ausstellung vom 22. Jan. – 6. Feb. 2016.
- Museum für Völkerkunde, Japanisches Palais, Dresden, Sprachlosigkeit. Das laute Verstummen, Ausstellung vom 16. April bis 1. August 2021.
- Atelier Thomi Wolfensberger, Zürich, Ausstellung, Buchvernissage Logbuch Chaos & Kosmos. 2023

## Kultur-Projekte

### Medien
- Pilotprojekt Kulturradio Zürichberg, 1987–89, Sendeerlaubnis von EVED, (UVEK) Bern, 1988; Radio-Kurzversuch aus VBZ-Tramsendestudio 5. – 11. Dez. 1988; Zusammenarbeit mit „couleur 3, Lausanne Radio Suisse romande“; unterstützt von Finanz und Wirtschaft, Ascom (siehe Archiv Literatur & Kunst, 09/2020). Die Dokumentation Radio Zürichberg, Kulturradio-Kurzversuch 5.–11. Dezember 1988 im VBZ-Sendetram, Zürich, wurde in die Bibliothek des Publizistischen Seminars der Universität Zürich aufgenommen (Institut für Kommunikationswissenschaft und Medienforschung (IKMZ)).
- Schweizer Medienpreis für unabhängigen Journalismus, Co-Gründerin mit Anita Hugi, 2008/2010. Freie Berufsjournalistinnen und -journalisten Zürich (FBZ). Medienpreisverleihung RiffRaff, Zürich 2008; Ehrenjury-Mitglied, Medienpreisverleihung Filmpodium, Zürich 2010.

## Kulturjournalistin (BR)
Isermann war für diverse Printmedien tätig, u. a. Tages-Anzeiger, Zürich; Das Magazin; Tagblatt der Stadt Zürich; Neue Zürcher Nachrichten, Zürich; Zürcher Oberländer, Wetzikon; St. Galler Tagblatt, St. Gallen; Ostschweiz am Sonntag, St. Gallen; Der Bund, Bern; Schaffhauser Nachrichten, Schaffhausen; Zürichsee-Zeitung, Stäfa; Limmattaler Tagblatt, Dietikon; Landbote, Winterthur; Ensuite, Zeitschrift zu Kultur&Kunst, Bern.